# Kosmos-2251
Kosmos-2251 (ou Cosmos-2251) est un ancien satellite de télécommunications russe. Il est entré en collision avec un autre satellite, Iridium 33 et a été détruit, lors du premier événement répertorié de ce type.

## Caractéristiques
Kosmos-2251, un satellite de télécommunications de type Strela-2M, a été lancé en orbite terrestre basse à 04:17 UTC le 16 juin 1993, depuis le cosmodrome de Plesetsk par une fusée Cosmos-3M,.

## Destruction
À 16:55 UTC le 10 février 2009, Kosmos-2251 est entré en collision avec Iridium 33, un membre de la constellation de satellites Iridium, lors de la première collision majeure entre deux engins situés en orbite terrestre. Kosmos-2251 était alors retiré du service et restait en orbite sous forme de débris spatial ; Iridium 33 était toujours en activité.
Les deux satellites ont été détruits lors de la collision, qui a produit un nombre important de débris.
Le 24 mars 2012, un débris du satellite oblige l'équipe de l'ISS à se réfugier brièvement dans des capsules Soyouz.
Le 29 octobre 2014, un débris du satellite oblige l'ISS à une manœuvre d'évitement réalisée en moins de 2 heures, grâce à un module ATV-5 amarré à celle-ci.